# Ultras
Ultras er en type fodboldfans, der er kendt for fanatisk at støtte deres hold. Udtrykket stammer fra Italien, men bruges over hele verden til at beskrive overvejende organiserede fans af fodboldhold. De er kendt for at bruge blandt andet nødblus og trommer til at opmuntre deres eget hold og intimidere modspillerne.
Ultras-gruppernes handlinger er nogle gange ekstreme, og de kan være påvirket af politiske ideologier eller synspunkter om racisme, som spænder fra nationalistiske til antisemitiske. I nogle tilfælde når det et punkt, hvor den passionerede og loyale støtte til ens hold bliver sekundær i forhold til ultras-fænomenets teoretiske ideologi.